# Classe Gnevnyj
I cacciatorpediniere classe Gnevny (progetto 7 secondo la classificazione russa) sono navi di costruzione sovietica risalenti agli anni trenta.
Si tratta di una classe piuttosto numerosa, che avrebbe dovuto contare ben 48 unità. In effetti, ne vennero costruite solo 28, una ventina delle quali sopravvissero alla seconda guerra mondiale.

## Sviluppo e tecnica
La costruzione di una nuova classe di grandi navi da guerra venne intrapresa nell'ambito del secondo piano quinquennale. Nella fase progettuale, i sovietici si servirono dell'assistenza di tecnici italiani.
I Gnevny erano caratterizzati dai tipici difetti dei cacciatorpediniere italiani dell'epoca: problemi strutturali e scarsa capacità di tenere il mare. Anche l'impianto propulsivo non era esente da pecche.
Tali difetti progettuali divennero evidenti durante le prove in mare del 1936-1937. Si decise quindi di interrompere la produzione a 30 unità.
Ne venne realizzata una versione modificata, chiamata progetto 7U (Soobrazitel'nij).

## Unità in servizio
In totale, ne furono costruite 28 unità, di cui otto non sopravvissero alla Seconda guerra mondiale.

### Flotta del Mar Nero
La costruzione delle unità della Flotta del Mar Nero avvenne presso i cantieri di Mykolaïv e di Sebastopoli. In tutto, vennero costruite sei unità, di cui quattro furono affondate durante la seconda guerra mondiale.
- Bodry: entrato in servizio nel 1938, venne demolito nel 1950.
- Bystry: entrato in servizio nel 1938, venne affondato il 1º luglio 1941 a causa dell'urto con una mina.
- Bezuprechny: entrato in servizio nel 1938, venne affondato il 26 giugno 1942.
- Bditelny: entrato in servizio nel 1938, venne affondato il 2 luglio 1942.
- Boiky: entrato in servizio nel 1939, venne demolito nel 1958.
- Bezposhchadny: entrato in servizio nel 1937, venne affondato il 6 ottobre 1943 da aerei Stukas.

### Flotta del Baltico
Le navi della Flotta del Baltico vennero costruite nel cantiere navale di Leningrado (oggi San Pietroburgo). Su nove unità costruite, quattro vennero affondate ed una danneggiata.
Dopo l'invasione tedesca, tutte le unità superstiti furono trasferite alla Flotta del Nord.
- Gnevny: entrato in servizio nel 1939, venne affondato il 23 giugno 1941 per l'urto di una mina.
- Gordy: entrato in servizio nel 1938, venne affondato il 14 novembre 1941 per l'urto con una mina[2].
- Gromky: entrato in servizio nel 1939, venne trasferito nella Flotta del Nord nel 1941. Demolito negli anni cinquanta.
- Grozny: entrato in servizio nel 1939, venne trasferito nella Flotta del Nord nel 1941. Demolito negli anni cinquanta.
- Gremyashchy: entrato in servizio nel 1939, venne trasferito nella Flotta del Nord nel 1941. Demolito nel 1958.
- Grozyashtchi: entrato in servizio nel 1939, venne danneggiato da un bombardamento nei pressi di Leningrado. Demolito negli anni cinquanta.
- Sokrušitel'nyj: entrato in servizio nel 1939, venne trasferito nella Flotta del Nord nel 1941. Affondato a causa di una tempesta il 22 novembre 1942.
- Steregushchy: entrato in servizio nel 1939, venne affondato da un bombardamento il 21 settembre 1941.
- Stremitel'nyj: entrato in servizio nel 1938, venne trasferito nella Flotta del Nord nel 1941. Affondato nei pressi di Murmansk da un bombardamento il 20 luglio 1941.

### Flotta del Pacifico
Le unità della Flotta del Pacifico vennero costruite a Komsomol'sk-na-Amure e vennero rimorchiate fino a Vladivostok grazie al fiume Amur. Tutte le componenti provenivano da Mykolaïv, e furono trasportate al cantiere grazie alla Transiberiana.
Quattro unità superstiti della Flotta del Pacifico vennero cedute all'esercito cinese.
- Rezvy: entrato in servizio nel 1939, venne demolito negli anni cinquanta.
- Ryany: entrato in servizio nel 1940, venne demolito negli anni cinquanta.
- Raztropny: entrato in servizio nel 1941, venne demolito negli anni cinquanta.
- Redki: entrato in servizio nel 1941, destino ignoto.
- Razyashtchy: entrato in servizio nel 1941, venne venduto alla Cina nel 1955.
- Reshitelny: entrato in servizio nel 1941, venne venduto alla Cina nel 1955.
- Retivy: entrato in servizio nel 1941, venne venduto alla Cina nel 1955.
- Revnosty: entrato in servizio nel 1941, venne demolito negli anni cinquanta.
- Razyaryonny: entrato in servizio nel 1941, venne trasferito l'anno successivo alla Flotta del Nord. Utilizzato come nave bersaglio nel 1958.
- Razumny: entrato in servizio nel 1941, venne trasferito alla Flotta del Nord nel 1942. Naufragato negli anni sessanta.
- Rekordny: entrato in servizio nel 1941, venne demolito negli anni cinquanta.